# ОФК Београд
ОФК Београд  (или, из спонзорских разлога, ОФК Београд Моцарт Бет) је српски фудбалски клуб из Београда. Клуб се тренутно такмичи у Суперлиги Србије. Био је дугогодишњи прволигаш и освајач купа СФРЈ.

## Историја

### Веза са предратним БСК-ом
ОФК Београд сматра да је наследник Београдског спорт клуба (БСК) који је основан 6. јула 1911. године. Позива на традицију, годину оснивања, историју и титуле БСК, иако за то нема правних основа, јер је БСК званично угашен након оснивања Металца, како се звао ОФК Београд у време оснивања.
Повезаност са БСК-ом су те што је ОФК Београд до 1957. године имао исте боје дресова као предратни БСК (тамноплаво—светлоплава комбинација), имао доста сличан грб и носио његово име — БСК (1950—1957) све до промене у данашње име. Године 1950. Металац је променио име у БСК јер је високи државни функционер Владимир Дедијер, као предратни навијач БСК-а, хтео да врати исто име и тако Металцу дао име БСК. Клуб је тада осим дресова имао и сличан грб као предратни БСК. Такође, многи бивши играчи БСК-а су били што оснивачи (Милорад Арсенијевић, Сава Маринковић), што играчи Металца по оснивању (Миодраг Јовановић), а касније су у клуб као тренери долазили такође бивши играчи БСК-а (Благоје Марјановић, Ђорђе Вујадиновић, Војин Божовић итд.). Навијачи ОФК-а сматрају и да су наследници БСК-а јер је, између осталог, сачуван „београдски дух клуба”. Занимљиво је и да неки навијачи Партизана сматрају да је Партизан наследник БСК-а, јер се Партизанов стадион налази на истом месту где је био и БСК-ов стадион.

### Основан ФК Металац
Иницијативни одбор за оснивање клуба се састао у фебруару 1945. године, а чинили су га Божидар Јеремић из Индустрије мотора Раковица, Душан Ћорковић, секретар Централне управе синдиката металаца, бивши играчи БСК-а и репрезентативци Сава Маринковић, Милорад Арсенијевић и многи други. Дана 25. марта 1945. године формира се тим синдиката металаца ФК Металац и дате су му просторије предратног ФК Јадран. Основано је и Фискултурно друштво Металац, са својих седам секција — фудбалском, рвачком, кошаркашком, рукометном, хокејашком, бициклистичком и атлетском. Касније је укинута рвачка и хокејашка, а доста након тога укључена тениска и шаховска секција. Јосип Броз Тито је проглашен за почасног председника клуба, који је преко свог изасланика прихватио позив и друштву у лично име предао вредан новчани поклон.
Клуб је задржао боје предратног БСК-а: светлоплаво-тамноплаву комбинацију боја. Исте године кад је основан, Металац постаје првак Београда (лига од 6 тимова), а у одлучујућој утакмици играо је нерешено са Црвеном звездом, што је било довољно за прво место. Металац узима редовно учешће у шампионатима нове државе које се игра од сезоне 1946/47.

### Промена имена у БСК
Након што су се неки мањи клубови, попут Електричне централе и Београда, фузионисали са Металцем, на ванредној скупштини клуба, 22. јула 1950. године, донета је одлука да се промени име клуба. Разлог томе је највише био тај да би се отворила врата широј омладини, а не само представницима металске струке.. Захваљујући Владимиру Дедијеру, враћено је име БСК, а многи су били скептици да ли ће власт допустити да се то име поново носи. Владимир Дедијер је на то рекао да је БСК „баш лепо име“ и да не види проблем у томе, те је враћено име БСК. Клуб је по свему подсећао на истоимени клуб од пре рата и тамноплаво-светлоплава боја дресова се не мења, а грб је сличан оном предратном.
Под тим именом клуб осваја своја прва два трофеја у националном купу и то 1953. и 1955. године, када је побеђен сплитски Хајдук у оба наврата резултатом 2:0. Сезоне 1954/55. клуб је био вицешампион Југославије, са 2 бода мање од Хајдука. У том периоду и омладинци 1951. године постају прваци Југославије. Станоје Јоцић је био први стрелац првенства 1952, а Предраг Поп Марковић дели прво место у листи стрелаца лиге сезоне 1954/55, када је клуб био вицешампион. Занимљивост је да је други тим БСК-а стигао до осмине финала купа 1951. године, када је први тим испао у првом колу.
Тих година су се истицали и остали упамћени бројни играчи као што су Драгиша Филиповић, Александар Панић, Сретен Давидовић, Лазар Тасић, Здравко Јуричко, Василије Шијаковић, Сава Антић, Предраг Поп Марковић, Петар Раденковић, Томислав Калоперовић, Станоје Јоцић, Живко Јосић и други.

### Фузија са ТСК Шумадијом и промена имена у ОФК Београд
Клуб је у другој половини 1950-их година био у тешкој финансијској кризи и пред банкротом. У међувремену, у Партизану су се сукобили генерали и чланови УДБА-е, где су генерали однели победу, а чланови УДБА-е, на челу са Србом Савићем, напустили клуб. Ти чланови УДБА-е су прво преузели нижеразредну ТСК Шумадију, а потом прешли у БСК. Тако је дошло до фузије БСК-а и ТСК Шумадије, а предлог је био да клуб промени име у „БСК Шумадија”, што ипак није прошло јер је звучало националистички. На крају, клуб је назван ОФК Београд (Омладински фудбалски клуб Београд), како је и предложио Мишо Павићевић на управном одбору. Оснивачка скупштина одржана је у сали радничког универзитета „Браћа Стаменковић”, 26. новембра 1957. године. Име ОФК Београд је изабрано и да би клуб добио свој стадион — Омладински, јер пре тога БСК није имао свој стадион, већ је играо углавном на тадашњем стадиону Црвене звезде, а потом и на стадиону Партизана када Звездин стадион није испуњавао услове Прве лиге. Боје клуба су промењене у плаво-беле.

### Најуспешнији период ОФК-а
Одмах након промене имена, ОФК Београд је испао у Другу лигу сезоне 1957/58. Одмах идуће сезоне се враћа у Прву лигу, а убрзо настаје најуспешнији период ОФК Београда, који је трајао током 1960-их до половине 1970-их. У том периоду, због атрактивне игре играчи ОФК-а добијају надимак „романтичари”. Већ 1962. године победом од 4:1 у финалу над суботичким Спартаком освојен је још један трофеј купа, са 2 гола Антића и по један Срђана Чебинца и Самарџића. Наредне сезоне, ОФК је учествовао у 2 европска такмичења: Интертото купу (који тад није био под окриљем УЕФА) и Купу победника купова. У Интертото купу те сезоне је стигао до четвртфинала, где је пре тога био први у групи са Бајерн Минхеном, Фајенордом и Виченцом. У Купу победника купова је стигао до полуфинала такмичења. Пре полуфинала плаво-бели су елиминисали источнонемачки клуб Хеми Хале, а затим северноирски Портадаун и у четвртфиналу италијански Наполи. Након победе 2:0 у Београду и пораза 3:1 у Напуљу, одиграна је мајсторица у Марсељу, где је ОФК тријумфовао са 3:1 и тако се пласирао у полуфинале такмичења. У полуфиналу је играо са енглеским Тотенхемом, који је предводио Џими Гривс (који је искључен на утакмици у Београду). ОФК је изгубио у оба дуела, у Београду 2:1 и у Лондону 3:1, али је и поред пораза добио признање од Тотенхема за добар отпор.
Сезоне 1963/64. ОФК је завршио као другопласирани у Првој лиги, са 3 бода иза Црвене звезде. По многима је ОФК-у одузета титула те сезоне, како не се би разбила традиција узимања титуле од стране „велике четворке”. Исте сезоне ОФК је играо и у Купу сајамских градова, где је испао у првом колу од Јувентуса. Прву утакмицу је добио Јувентус резултатом 2:1, ОФК је истим резултатом победио у реваншу у Београду, па се играла мајсторица. За место одигравања мајсторице је изабран Трст, где је Јувентус победио 1:0 и тако прошао даље. Сезоне 1965/66. је четврти пут освојен Куп Југославије, победом у чувеном финалу над Динамом из Загреба резултатом 6:2. По два гола су постигли чланови „триа С”: Скоблар, Самарџић и Сантрач. Занимљиво је да је на тој утакмици Динамо по многима био бољи ривал, али је ОФК-у „сваки шут ушао у гол”.
Након тог успеха је наступио кратак период слабијих резултата због одласка многих играча, који је прекинут доласком Милоша Милутиновића, и нешто касније, Драгослава Шекуларца, два велика тадашња фудбалска аса у познијим играчким годинама. У периоду када су Милутиновић и Шекуларац чинили тандем, Омладински стадион је редовно попуњен. На утакмици против Партизана 24. марта 1968. забележена је рекордна посета на Омладинском стадиону, када је утакмици према проценама присуствовало око 35000 гледалаца. Слободан Сантрач је био први стрелац првенства сезона 1967/68, 1969/70 (делио прво место са Душаном Бајевићем из Вележа), 1971/72. (када је са 33 гола освојио бронзану копачку Европе) и 1972/73. (делио прво место са Војином Лазаревићем из Црвене звезде). У првенству је постигао 186 голова у дресу ОФК Београда, а укупно 218 голова, што га чини рекордером по броју голова у Првенству Југославије (и Србије).
Прве половине 1970-их су донеле нову генерацију плаво-белих, коју су, између осталих, чинили: Илија Петковић, Драгослав Степановић, Петар Борота, Богдан Турудија и други, а из старије генерације остали су Слободан Сантрач и Стојан Вукашиновић. ОФК у првенству завршава сваку сезону у врху табеле, те 3 сезоне заредом игра у Купу УЕФА. Најдаље је стигао у сезони 1972/73, другој сезони у такмичењу по реду. ОФК је у првом колу елиминисао Дуклу из Прага, затим је поново био бољи од Фајенорда, који је 2 године пре тога постао шампион Европе, а сезону након те и освојио Куп УЕФА. У трећем колу је савладан Берое из Старе Загоре, а у четвртфиналу је уследило испадање од Твентеа. Иако је први меч код куће добијен 3:2 у реваншу је ОФК поражен 2:0. Занимљивост је да је 1973. године ОФК освојио пријатељски турнир Трофеј града Гранаде, победом над уругвајским Пењаролом у финалу 4:0. Такође је занимљиво да је пехар био тежак 92 килограма, па је због тешкоћа да се пехар унесе у авион раставен на делове и склопљен у Београду.

### Слабији резултати
У другој половини 1970-их су наступили слабији резултати клуба, а по други пут у историји клуб је испао у Другу лигу сезоне 1978/79. Клуб се се идуће сезоне одмах вратио у Прву лигу, следећи пут је испао сезоне 1982/83, а поново након брзог повратка је испао сезоне 1985/86, након чега је остао у Другој лиги све до распада СФРЈ. Занимљиво је да је клуб исте сезоне дошао до полуфинала Купа Југославије, где је испао од Вележа. И поред слабијег периода, за клуб су играли талентовани играчи као што су Зоран Лончар, Небојша Вучићевић, Гордан Петрић, који је као члан ОФК-а са репрезентацијом био светски шампион у узрасту до 20 година, и други. У сезони 1990/91. ОФК је стигао до полуфинала Купа, где је испао од Црвене звезде, а наредне сезоне клуб је ушао у Прву лигу. Те сезоне нису учествовали клубови из Словеније и Хрватске, а клубови из Босне и Херцеговине, осим Борца из Бања Луке, су завршили такмичење раније. ОФК је, под вођством легенде клуба Илије Петковића, био 4. на табели и изборио учешће у Купу УЕФА следеће сезоне, у ком није учествовао због санкција.
Ни 1990-е нису дале изразитог побољшања у резултатима ОФК-а. Притом је и Прва лига СРЈ била организована на чудан начин, била је подељена на Прву А и Прву Б лигу, где су клубови након полусезона могли да испадају и улазе у Прву Б лигу, односно Прву А лигу. ОФК је у сезони 1993/94. на полусезони изборио Прву А лигу и у њој, у другој полусезони, завршио 4. на табели. Поново због санкција клуб није могао да игра у европским такмичењима. Овакав систем је потрајао до сезоне 1997/98, где је Прва Б лига била други ранг југословенског фудбала, а те сезоне се ОФК такмичио управо у Првој Б лиги. Након те сезоне, клубови су се такмичили у јединственој Првој лиги.

### Повратак на фудбалску сцену
Сезоне 1997/98. ОФК је играо Прву Б лигу, тада други ранг југословенског фудбала. На чело клуба долази Звездан Терзић, који је провео 10 година у клубу. ОФК се одмах исте сезоне вратио у Прву лигу и постаје стандардан прволигаш, а сезоне 2000/01. ОФК је завршио 5. на табели, а Петар Дивић је био најбољи стрелац првенства са 27 голова. Сезоне 2002/03. ОФК завршава 3. у првенству, након чега је изборено место у Интертото купу. Тиме је ОФК изборио место у неком европском такмичењу после 29 година, а у Интертото купу је те године испао у другом колу од чешког Синота. Наредне сезоне ОФК завршава као 4. на табели, те опет обезбеђује учешће у Интертото купу. У Интертото купу стиже до полуфинала такмичења, где испада од Атлетико Мадрида. Сезоне 2004/05. клуб понавља успех у Првој лиги, а обезбеђује место у квалификацијама за Куп УЕФА, где испада од Локомотиве Пловдив. Наредне сезоне у Купу Србије и Црне Горе долази до финала, где након вођства од 2:0 против Црвене звезде, ипак након продужетака губи 4:2. Тиме су изборене квалификације за Куп УЕФА, где против Оксера након победе у Београду 1:0, у реваншу је било 2:1 до 82. минута, и онда је Оксер постигао 3 гола и са победом од 5:1 отишао даље. Сезоне 2007/08. клуб је дошао до полуфинала Купа Србије, где је испао од Земуна, а наредне сезоне је клуб у последњем колу изборио опстанак у лиги. Већ наредне сезоне клуб долази до трећег места у Суперлиги и до полуфинала Купа Србије, где испада од Црвене звезде. Изборене су квалификације за Лигу Европе, где је након избацивања Торпедо Жодина, клуб испао од Галатасараја. Након првог меча у Истанбулу, који се након вођства Галатасараја од 2:0 завршио 2:2, уследио је пораз у Београду од 5:1. Такође, омладинци ОФК Београда су били шампиони Србије 2008. и 2009. године.
Клуб је, позивајући се на историју БСК-а, 2011. године прославио век постојања клуба. ОФК је две сезоне заредом дошао до полуфинала Купа Србије, 2012/13. и 2013/14. Први пут је ОФК, након избацивања Црвене звезде у четвртфиналу победом од 3:1 у гостима, испао од Војводине, а други пут од Јагодине. У овом периоду, у коме се клуб стабилизовао, су се истакли многи играчи: Петар Дивић, Огњен Короман, Саша Стевановић, Миљан Мрдаковић, Марко Баша, Ђорђе Јокић, Душко Тошић, Бранислав Ивановић, Александар Коларов, Радиша Илић и други.

### Финансијска криза и испадање у трећи ранг
У првом колу сезоне 2015/16. ОФК је, као домаћин на стадиону Обилића, одиграо утакмицу против Црвене звезде. Након вођства од 2:0 после првог полувремена, након преокрета ОФК је изгубио 6:2. Због сумње у регуларност ове утакмице, где се сумњало и да је лично Звездан Терзић, тада као директор Црвене звезде, улазио у свлачионицу ОФК-а, Више јавно тужилаштво у Београду је испитавало случај. Због овог случаја су пољуљани односи и у управи клуба, а такође су се и навијачи бунили против управе и бојкотовали утакмице. Након завршетка истраге тужилаштво је закључило да нема доказа о намештању утакмице. На крају сезоне, ОФК је након 19 година испао у други ранг. Наредне сезоне, ОФК је као последњепласирани тим испао из Прве лиге Србије (другог ранга), са само 3 победе у сезони. Тако је клуб, по први пут у историји, играо трећи ранг сезоне 2017/18. Разлог драстичног слабљења резултата и тешке финансијске кризе многи виде и у самом Звездану Терзићу, који је у клубу био у периоду 1997—2005. и 2012—2014.
У трећем рангу, тј. Српској лиги Београд, у првој сезони освојено је 3. место, а следеће сезоне 5. место. У сезони 2018/19. године на стадиону Чукаричког, ОФК Београд је победом над Радничким са Новог Београда освојио Куп ФСС на територији ФСБ, или скраћено Куп Београда. Након регуларног дела било је без голова, али романтичари су били бољи након пенала 4:2.

### Повратак у Суперлигу Србије
У јесењем делу сезоне 2022/23. ОФК Београд се налазио у тешкој финансијској кризи, која је претила чак и гашењем клуба. Постало је упитно и одигравање пролећног дела сезоне у Српској лиги, када су прикупљане и донације клубу. На ванредној скупштини клуба 22. децембра 2022. дошло је до великих промена, када су у управу клуба дошли бивши играчи Андреј Мркела и Стефан Бабовић, као и Костадин Терзић, син бившег играча и председника клуба Звездана Терзића. Након тога креће нагло побољшање у резултатима. На месту тренера долази искусни тренер Симо Крунић, а клуб у истој сезони осваја Српску лигу Београд, као и Прву лигу Србије наредне сезоне, те обезбеђује пласман у Суперлигу Србије. Клуб је 14. августа 2024. преименован у ОФК Београд Моцарт Бет из спонзорских разлога. Прву сезону завршава на трећем месту, али ипак не добија лиценцу за играње европских такмичења.

## Грб кроз историју
|            |            |            |            |          |                     |
| 1945—1950. | 1950—1957. | 1957—1980. | 1980—2005. | Од 2005. | Јубиларни грб 2011. |

## Навијачи
Прва организована група навијача ОФК Београда појавила се први пут 1984. године под називом Плави громови, група под тим именом „живи“ све до 1990. године када, под утицајем све присутнијег осећања националног идентитета мења име у Соколови. До распада групе долази 1993. године, јер у тренуцима у којима се тада налазила Србија, фудбал је губио смисао. Такође, уз поменуте групе треба поменути и неколико подгрупа које су деловале под именима Плава крв, Пирати...
Године 1994, формира се нова група навијача ОФК Београда под називом Плава унија Београда и под тим именом ће остати до данас.
Навијачи ОФК Београда су у пријатељским односима са „Инвалидима“, навијачком групом која навија за Вождовац и навијачима Динама из Москве и навијачима ФК Анортозис Фамагуста са Кипра. Навијачи Динама чак су основали — ОФК Београд, фан клуб Москве.
Осим организованих група навијача, ОФК Београд је имао и бројне симпатизере, међу којима су неке познате личности: Љубиша Самарџић, Миливоје Живановић, Влада Булатовић Виб, Добрица Ћосић, Драгутин Добричанин, Јован Јанићијевић Бурдуш, Милан Срдоч, Северин Бијелић, Воја Нановић, Мики Јевремовић, Жарко Данчуо, Неда Спасојевић, Михајло Костић Пљака, Вук Костић, Мика Алексић и други. Љубиша Самарџић је чак у два наврата био председник клуба.

## Стадион
Од оснивања ОФК Београда, као Металац и БСК, клуб није имао свој стадион. Своје утакмице је играо на тадашњем стадиону Црвене звезде, који се налазио на месту стадиона предратне Југославије. Услови на тадашњем стадиону Звезде су за БСК били јако лоши, притом је клуб морао Звезди плаћати и кирију за коришћење стадиона. Када је почела изградња данашњег стадиона Звезде БСК је прешао на стадион Партизана, практично све до промене имена у ОФК Београд и добијања свог стадиона.
Клуб је заиграо на свом Омладинском стадиону који је лоциран на Старој Карабурми. Званично је отворен 10. августа 1957. године, утакмицом Радничког и Спартака.
Премијерну утакмицу ОФК Београд (тада као БСК) је на свом стадиону одиграо 24. августа 1957. године, а гост је била Будућност из Подгорице. ОФК Београд је победио резултатом 3:1. Поред ОФК Београда стадион су у периоду након изградње доста користили и остали београдски клубови, Партизан, Црвена звезда и Раднички.
Пре реконструкције која је започета 2000. године стадион је имао капацитет за 28000 особа. Након реконструкције, стадион је имао капацитет од 19168 места, од тога 11 381 постављених столица (стање 2011.). Главни терен стадиона је површине 105х68 -м.
Због све горег стања у којем се стадион налази, понајвише због тога што се налази на месту клизишта и зато што је уговор са градом истекао 2009. године, као и због најава из комисије за стадионе да ОФК своје суперлигашке утакмице више неће моћи да игра на њему, чланови „Клуба пријатеља ОФК Београда 1994.“ су половином 2012. покренули петицију за реконструкцију Омладинског стадиона, а апел је превасходно упућен Градској власти јер је стадион у власништву града. Тада је, због небезбедности појединих делова стадиона, смањен капацитет на испод 5000. У сезони 2015/16. ОФК Београд суперлигашке утакмице високог ризика игра на стадиону Обилића, због чега навијачи бојкотују утакмице. Након повратка у Суперлигу 2024. ОФК је домаћин на стадиону „Краљевица” у Зајечару, јер Омладински стадион не испуњава суперлигашке услове.

## Успеси
- Првенство Југославије
  - Другопласирани (2): 1954/55, 1963/64
- Куп Југославије
  - Освајач (4): 1953, 1955, 1961/62, 1965/66
- Куп Србије и Црне Горе
  - Финалиста (1): 2005/06
- Куп победника купова
  - Полуфинале (1): 1962/63
- Куп УЕФА
  - Четвртфинале (1): 1972/73
- Интертото куп
  - Полуфинале (1): 2004

## Играчи
Ажурирано 18. августа 2024.
| Бр. |                     | Позиција | Играч                 |
| --- | ------------------- | -------- | --------------------- |
| 1   | Црна Гора           | Г        | Балша Поповић         |
| 3   | Гана                | С        | Едмунд Адо            |
| 5   | Србија              | О        | Дарко Гојковић        |
| 6   | Белорусија          | С        | Данил Душевски        |
| 8   | Србија              | С        | Алекса Цветковић      |
| 9   | Еквадор             | Н        | Михаел Бермудез       |
| 10  | Србија              | С        | Саша Марковић         |
| 11  | Србија              | Н        | Никола Митуљикић      |
| 13  | Црна Гора           | О        | Никола Вујадиновић    |
| 14  | Србија              | С        | Миљан Момчиловић      |
| 15  | Србија              | О        | Александар Ђермановић |
| 16  | Гана                | О        | Квадво Опоку          |
| 17  | Србија              | Н        | Слободан Станојловић  |
| 18  | Босна и Херцеговина | Н        | Александар Кахвић     |
| 19  | Србија              | Н        | Василије Грбовић      |
| 20  | Србија              | О        | Срђан Николић         |

| Бр. |          | Позиција | Играч                |
| --- | -------- | -------- | -------------------- |
| 21  | Србија   | О        | Урош Лазић           |
| 23  | Србија   | Н        | Новак Гојков         |
| 26  | Србија   | С        | Александар Палочевић |
| 27  | Нигерија | Н        | Принс Бенјамин Обаси |
| 37  | Гана     | Н        | Самјуел Овусу        |
| 39  | Суринам  | Н        | Глеофило Влијтер     |
| 45  | Србија   | О        | Алексеј Вукичевић    |
| 49  | Србија   | Н        | Немања Ивановић      |
| 63  | Србија   | О        | Стефан Обрадовић     |
| 66  | Србија   | С        | Богдан Мојсиловић    |
| 73  | Гана     | О        | Ебенезер Анан        |
| 77  | Србија   | О        | Марко Гобељић        |
| 88  | Србија   | С        | Филип Халабрин       |
| 91  | Србија   | Н        | Марко Станковић      |
| 93  | Србија   | Г        | Никола Симоновић     |

## Бивши познати играчи ОФК Београда
| - Миодраг Јовановић - Сава Антић - Александар Панић - Петар Раденковић - Предраг Марковић - Томислав Калоперовић - Станоје Јоцић - Василије Шијаковић - Јосип Скоблар - Спасоје Самарџић - Драган Гуглета | - Благомир Кривокућа - Сретен Бановић - Слободан Сантрач - Милош Милутиновић - Драгослав Шекуларац - Илија Петковић - Нинослав Зец - Петар Борота - Богдан Турудија - Драгослав Степановић | - Божидар Миленковић - Небојша Вучићевић - Зоран Лончар - Саша Ћурчић - Петар Дивић - Марко Баша - Душко Тошић - Александар Коларов - Бранислав Ивановић - Радиша Илић |

## Новији резултати
| Сезона   | Ранг | Лига                | Позиција | ИГ  | Д  | Н  | П  | ГД | ГП | ГР  | Бод     | Куп                  |
| -------- | ---- | ------------------- | -------- | --- | -- | -- | -- | -- | -- | --- | ------- | -------------------- |
| 2015/16. | 1    | Суперлига Србије    | 15.      | 37  | 9  | 5  | 23 | 38 | 58 | -20 | 18 (32) | Четвртфинале         |
| 2016/17. | 2    | Прва лига Србије    | 16.      | 30  | 3  | 9  | 18 | 25 | 53 | -28 | 18      | Шеснаестина финала   |
| 2017/18. | 3    | Српска лига Београд | 3.       | 30  | 17 | 6  | 7  | 67 | 39 | +28 | 57      | Претколо             |
| 2018/19. | 3    | Српска лига Београд | 5.       | 30  | 14 | 4  | 12 | 55 | 35 | +20 | 46      | Није се квалификовао |
| 2019/20. | 3    | Српска лига Београд | 3.       | 171 | 8  | 5  | 4  | 17 | 13 | +4  | 29      | Осмина финала        |
| 2020/21. | 3    | Српска лига Београд | 6.       | 38  | 17 | 9  | 12 | 60 | 42 | +18 | 60      | Није се квалификовао |
| 2021/22. | 3    | Српска лига Београд | 3.       | 30  | 18 | 4  | 8  | 67 | 31 | +36 | 58      | Није се квалификовао |
| 2022/23. | 3    | Српска лига Београд | 1.       | 30  | 19 | 10 | 1  | 57 | 16 | +41 | 67      | Није се квалификовао |
| 2023/24. | 2    | Прва лига Србије    | 1.       | 37  | 22 | 7  | 8  | 63 | 32 | +31 | 73      | Није се квалификовао |
| 2024/25. | 1    | Суперлига Србије    | 4.       | 37  | 15 | 8  | 14 | 53 | 54 | -1  | 53      | Осмина финала        |
| 2025/26. | 1    | Суперлига Србије    | —        | —   | —  | —  | —  | —  | —  | —   | —       |                      |

- 1  Сезона прекинута након 17 кола због пандемије ковида 19.

## ОФК Београд у европским такмичењима
| Сезона   | Такмичење             | Ранг          | Земља           | Клуб               | Резултат      |
| -------- | --------------------- | ------------- | --------------- | ------------------ | ------------- |
| 1960.    | Митропа куп           | Група         | Чехословачка    | Бањик Острава      | 1:2, 3:2      |
| 1962/63. | Интертото куп         | Група         | Италија         | Виченца            | 2:1, 0:2      |
|          |                       | Група         | Њемачка         | Бајерн Минхен      | 4:1, 4:4      |
|          |                       | Група         | Холандија       | Фајенорд           | 1:0, 1:2      |
|          |                       | Четвртфинале  | Италија         | Падова             | 1:7, 4:3      |
| 1962/63. | Куп победника купова  | Квалификације | Источна Немачка | Шеми Хале          | 2:0, 3:3      |
|          |                       | Осмина финала | Северна Ирска   | Портадаун          | 5:1, 2:3      |
|          |                       | Четвртфинала  | Италија         | Наполи             | 2:0, 1:3, 3:1 |
|          |                       | Полуфинале    | Енглеска        | Тотенхем хотспер   | 1:2, 1:3      |
| 1963/64. | Интертото куп         | Група         | Чехословачка    | Слован Братислава  | 2:2, 0:4      |
|          |                       | Група         | Пољска          | Рух Хожов          | 2:1, 0:3      |
|          |                       | Група         | Источна Немачка | Емпор Росток       | 2:1, 1:1      |
| 1963/64. | Куп сајамских градова | 1. коло       | Италија         | Јувентус           | 1:2, 2:1, 0:1 |
| 1964.    | Митропа куп           | Четвртфинале  | Италија         | Болоња             | 0:1, 2:2      |
| 1964/65. | Куп сајамских градова | 1. коло       | Шпанија         | Атлетик Билбао     | 2:2, 0:2      |
| 1966/67. | Куп победника купова  | 1. коло       | Совјетски Савез | Спартак Москва     | 1:3, 0:3      |
| 1968/69. | Куп сајамских градова | 1. коло       |                 | Рапид Букурешт     | 1:3, 6:1      |
|          |                       | 2. коло       | Италија         | Болоња             | 1:0, 1:1      |
|          |                       | Осмина финала | Турска          | Гезтепе Измир      | 3:1, 0:2      |
| 1971/72. | УЕФА куп              | 1. коло       | Шведска         | Јургорден          | 4:1, 2:2      |
|          |                       | 2. коло       | Источна Немачка | Карл Цајс Јена     | 1:1, 0:4      |
| 1972/73. | УЕФА куп              | 1. коло       | Чехословачка    | Дукла Праг         | 2:2, 3:1      |
|          |                       | 2. коло       | Холандија       | Фајенорд Ротердам  | 3:4, 2:1      |
|          |                       | Осмина финала | Бугарска        | Берое Стара Загора | 0:0, 3:1      |
|          |                       | Четвртфинале  | Холандија       | Твенте             | 3:2, 0:2      |
| 1973/74. | УЕФА куп              | 1. коло       | Грчка           | Панатинаикос       | 2:1, 0:1      |
|          |                       | 2. коло       | Совјетски Савез | Динамо Тбилиси     | 0:3, 1:5      |
| 2003.    | Интертото куп         | 1. коло       | Естонија        | Нарва Транс        | 6:1, 5:3      |
|          |                       | 2. коло       | Словачка        | 1. ФК Синот        | 0:1, 3:3      |
| 2004.    | Интертото куп         | 2. коло       | Летонија        | Динабург           | 3:1, 2:0      |
|          |                       | 3. коло       | Финска          | Тампере јунајтед   | 0:0, 1:0      |
|          |                       | Полуфинале    | Шпанија         | Атлетико Мадрид    | 1:3, 0:2      |
| 2005/06. | УЕФА куп              | 2. коло кв.   | Бугарска        | Локомотива Пловдив | 2:1, 0:1      |
| 2006/07. | УЕФА куп              | 2. коло кв.   | Француска       | Оксер              | 1:0, 1:5      |
| 2008.    | Интертото куп         | 2. коло       | Грчка           | Паниониос          | 1:0, 1:3      |
| 2010/11. | УЕФА лига Европе      | 2. коло кв.   | Белорусија      | Торпедо Жодино     | 2:2, 1:0      |
|          |                       | 3. коло кв.   | Турска          | Галатасарај        | 2:2, 1:5      |

### Збирни европски резултати
Стање 3. август 2011.
| Такмичење                   | Мечева | Д  | Н  | И  | ГД  | ГП  |
| --------------------------- | ------ | -- | -- | -- | --- | --- |
| Лига шампиона               | 0      | 0  | 0  | 0  | 0   | 0   |
| Куп победника купова        | 11     | 4  | 1  | 6  | 21  | 22  |
| УЕФА куп / Лига Европе      | 24     | 9  | 6  | 9  | 36  | 47  |
| Интертото куп               | 12     | 6  | 2  | 4  | 23  | 17  |
| I. Укупно УЕФА такмичења    | 47     | 19 | 9  | 19 | 80  | 86  |
| Куп сајамских градова       | 11     | 4  | 2  | 5  | 17  | 16  |
| Митропа куп                 | 4      | 1  | 1  | 2  | 6   | 7   |
| Интертото куп               | 14     | 7  | 3  | 4  | 25  | 31  |
| II. Укупно остала такмичења | 29     | 12 | 6  | 11 | 58  | 53  |
| Укупно I. + II.             | 76     | 31 | 15 | 30 | 138 | 139 |

## Тренери
Списак свих тренера ОФК Београда:
| - Бошко Ралић (1946—1947) - Љубиша Броћић (1947—1950) - Милован Ћирић (1951—1953) - Благоје Марјановић (1953—1957) - Војин Божовић (1957—1958) - Првослав Михајловић (1958—1959) - Војин Божовић (1959—1960) - Ђорђе Вујадиновић (1960—1961) - Милован Ћирић (1961—1963) - Миле Кос (1963) - Сава Антић (1963—1964) - Милован Ћирић (1964—1965) - Дуња Милић (1965—1966) - Милош Милутиновић (1966—1967) - Жарко Михајловић (1967—1969) - Гојко Зец (1969—1970) - Божидар Дреновац (1970—1971) - Борис Маровић (1971—1973) - Милутин Шошкић (1973—1976) - Никола Београдац (1976—1978) - Обрадовић (1978) - Марко Валок (1979) - Обрадовић (1979) - Борис Маровић (1979—1980) - Гојко Зец (1980—1983) - Драгутин Спасојевић (1983—1984) - Велимир Ђорђевић (1984—1988) - Илија Петковић (1988—1989) - Гојко Зец (1989—1990) - Милан Живадиновић (1990—1991) - Илија Петковић (1991—1993) - Благомир Кривокућа (1993—1995) - Крсто Митровић (1995—1996) | - Божидар Миленковић (1996—1997) - Славко Јовић (1997) - Стојан Вукашиновић (1997—1998) - Ђорђе Серпак (1998) - Миодраг Јешић (1998—1999) - Златко Крмпотић (1999—2000) - Радмило Иванчевић (2000) - Звонко Варга (2000—2001) - Драгољуб Беквалац (2001—2003) - Стевица Кузмановски (29. 7. 2003—4. 4. 2004) - Драгољуб Беквалац (5. 4. 2004—15. 5. 2004) - Бранко Бабић (15. 6. 2004—16. 10. 2005) - Слободан Крчмаревић (23. 10. 2005—24. 12. 2006) - Ратко Достанић (25. 12. 2006—31. 3. 2007) - Бранислав Вукашиновић (2. 4. 2007—8. 3. 2008) - Љупко Петровић (11. 3. 2008—21. 4. 2008) - Михајло Ивановић (21. 4. 2008—17. 4. 2009) - Симо Крунић (13. 4. 2009—30. 6. 2009) - Дејан Ђурђевић (1. 7. 2009—27. 12. 2011) - Бранко Бабић (10. 1. 2012—21. 5. 2012) - Стевица Кузмановски (29. 5. 2012—16. 9. 2012) - Зоран Милинковић (18. 9. 2012—9. 9. 2013) - Златко Крмпотић (11. 9. 2013—23. 12. 2013) - Милан Милановић (26. 12. 2013—16. 3. 2014) - Златко Крмпотић (2014) - Дејан Ђурђевић (2014—2015) - Владимир Петровић (2015) - Драгољуб Беквалац (2015) - Миодраг Радановић (2015) - Драган Радојичић (2015—2016) - Славко Матић (1. 7. 2016—28. 8. 2016) - Слободан Куљанин (29. 8. 2016—21. 9. 2016) - Дражен Дукић (21. 9. 2016—25. 12. 2016) | - Љубиша Стаменковић (25. 12. 2016—5. 4. 2017) - Марко Мићовић (9. 4. 2017—2. 5. 2017) - Петар Дивић (2. 5. 2017—18. 4. 2018) - Жарко Тодоровић (25. 6. 2018—24. 10. 2018) - Урош Калинић (29. 10. 2018—6. 7. 2019) - Стевица Кузмановски (6. 7. 2019—22. 10. 2019) - Никола Пуача (28. 10. 2019—6. 2020) - Марко Мићовић (3. 8. 2020—27. 9. 2020) - Миодраг Анђелковић (14. 10. 2020—6. 12. 2021) - Горан Лазаревић (15. 12. 2021—28. 3. 2022) - Стевица Кузмановски (29. 3. 2022—30. 7. 2022) - Ненад Гроздић (30. 7. 2022—9. 12. 2022.) - Дражен Дукић (19. 12. 2022—17. 1. 2023) - Симо Крунић (17. 1. 2022—тренутно) |